# Stefan Schröder
Stefan Schröder, né le 17 juillet 1981 à Schwerin (Allemagne), est un ancien handballeur allemand. Il évolue au poste d'ailier droit au HSV Hambourg et en équipe d'Allemagne.

## Carrière

### En club
Compétitions internationales
- Ligue des champions (1) : 2014 (avec HSV Hambourg)
- Coupe des vainqueurs de coupe (1) : 2001 (avec SG Flensburg-Handewitt), 2007 (avec HSV Hambourg)

Compétitions nationales
- championnat d'Allemagne (2) : 2004 (avec SG Flensburg-Handewitt), 2011 (avec HSV Hambourg)
- Coupe d'Allemagne (4) : 2003, 2004 (avec SG Flensburg-Handewitt), 2006, 2010 (avec HSV Hambourg)
- Supercoupe d'Allemagne (3) : 2006, 2009, 2010 (avec HSV Hambourg)

### En équipe nationale
- 4e place au championnat d'Europe 2008
- 5e place au championnat du monde 2009
- 10e place au championnat d'Europe 2010

## Notes et références

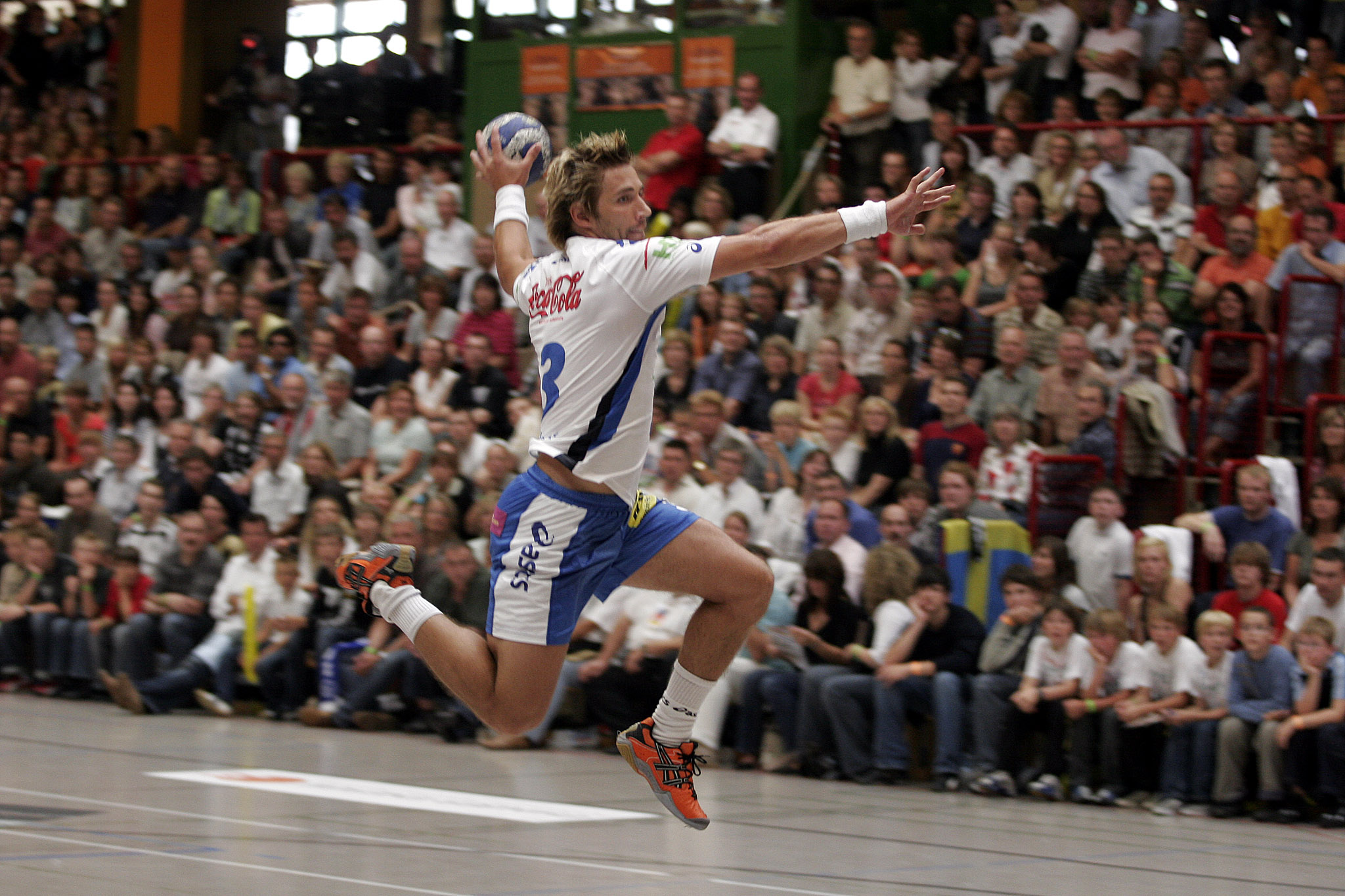
Stefan Schröder en action en 2007.